# Roger Aiken
Roger Aiken (Banbridge, 19 mei 1981) is een Iers wielrenner. Hij heeft twee nationale titels bij het veldrijden op zak. In 2002 werd hij dat bij de beloften. In 2005 werd hij nationaal kampioen bij de elite, waar hij in 2004 tweede was. Aiken heeft in 2005 deelgenomen aan de Seán Kelly Cycling Academy.

## Belangrijkste overwinningen
2002
- Iers kampioen Cyclocross, Beloften

2005
- Iers kampioen Cyclocross, Elite

2008
- Iers kampioen Cyclocross, Elite

## Tourdeelnames
geen

## Ploegen
- 2006 - Sean Kelly Team

Aiken · Bogaerts · T.Cassidy · M.Cassidy · M.Concannon · E.Concannon · Connor · Cosyn · Desaever · Irvine · Kelly · McQuaid · Minne · O'Brien · Schoonacker · Schoonjans · Stofferis · Vandekerckhove